# Gazza (djur)
Gazza är ett släkte av fiskar. Gazza ingår i familjen Leiognathidae.
Kladogram enligt Catalogue of Life:
| Gazza | \| \| Gazza achlamys \| \| \| \| \| \| Gazza dentex \| \| \| \| \| \| Gazza minuta \| \| \| \| \| \| Gazza rhombea \| \| \| \| \| \| Gazza squamiventralis \| \| \| \| |
|       | \| \| Gazza achlamys \| \| \| \| \| \| Gazza dentex \| \| \| \| \| \| Gazza minuta \| \| \| \| \| \| Gazza rhombea \| \| \| \| \| \| Gazza squamiventralis \| \| \| \| |
|       | Equulites |
|       | |
|       | Eubleekeria |
|       | |
|       | Leiognathus |
|       | |
|       | Nuchequula |
|       | |
|       | Photopectoralis |
|       | |
|       | Secutor |
|       | |
|       | Gazza achlamys |
|       | |
|       | Gazza dentex |
|       | |
|       | Gazza minuta |
|       | |
|       | Gazza rhombea |
|       | |
|       | Gazza squamiventralis |
|       | |

|  | Gazza achlamys        |
|  |                       |
|  | Gazza dentex          |
|  |                       |
|  | Gazza minuta          |
|  |                       |
|  | Gazza rhombea         |
|  |                       |
|  | Gazza squamiventralis |
|  |                       |